# Placa Cabeza de Pájaro

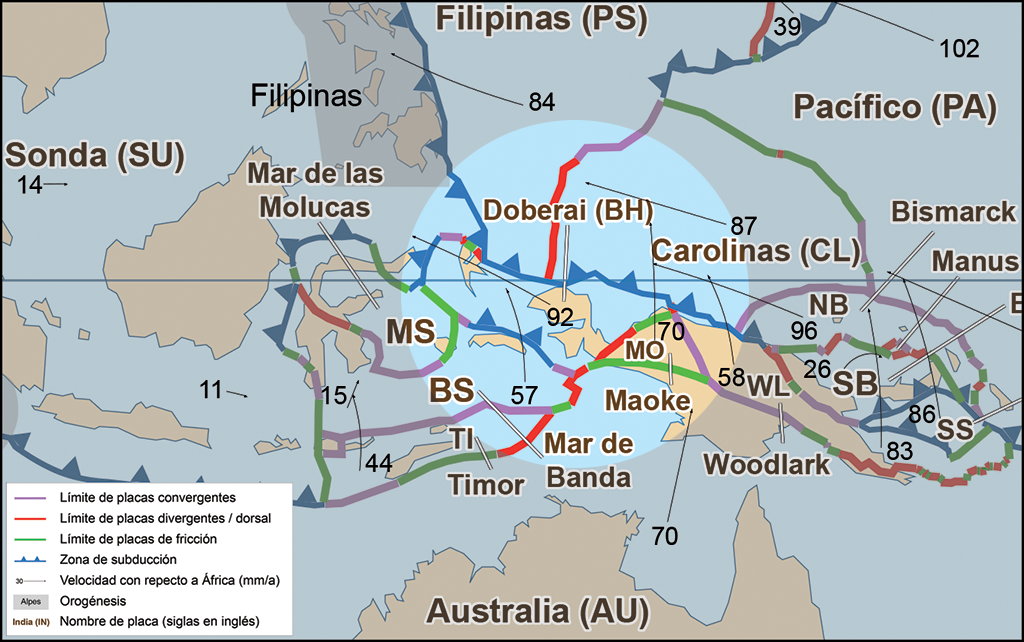
Placa tectónica de Doberai (Cabeza de pájaro)

La placa Cabeza de Pájaro o Doberai es una placa tectónica menor que incorpora la península de Doberai en el extremo occidente de la isla de Nueva Guinea. Hillis & Müller consideran que se mueve al unísono con la placa del Pacífico. Bird considera que no es conectada con la placa del Pacífico.
La placa se separa de la placa de Australia y la pequeña placa Maoke a lo largo del borde divergente hacia el sureste. Bordes convergentes existen a lo largo del norte entre Cabeza de Pájaro y la placa de las Carolinas, la placa Filipina y la placa Halmahera hacia el noroeste. Una falla transformante existe entre Cabeza de Pájaro y la zona de colisión del Mar Molucas hacia el suroeste. Otro borde convergente existe entre Cabeza de Pájaro y la placa del Mar de Banda en el sur.